# Dinastia Hồ
A Dinastia Hồ (em vietnamita: Nhà Hồ, chữ Nôm: 茹胡; em vietnamita: triều Hồ, chữ Hán: 朝胡), oficialmente Đại Ngu (em vietnamita: Đại Ngu; chữ Hán: 大虞), foi uma dinastia vietnamita de curta duração que consistiu nos reinados de dois monarcas, Hồ Quý Ly e seu segundo filho, Hồ Hán Thương . A prática de legar o trono a um filho designado (não simplesmente passá-lo para o mais velho) era semelhante ao que acontecia na Dinastia Trần anterior e tinha como objetivo evitar rivalidade entre irmãos. O filho mais velho de Hồ Quý Ly, Hồ Nguyên Trừng, desempenhou seu papel como general militar da dinastia. Em 2011, a UNESCO declarou a Cidadela da Dinastia Hồ na província de Thanh Hóa como patrimônio mundial.  A dinastia Hồ foi conquistada pela dinastia chinesa Ming em 1407.

## História

### Hồ Quý Ly (c. 1335 – c. 1407)

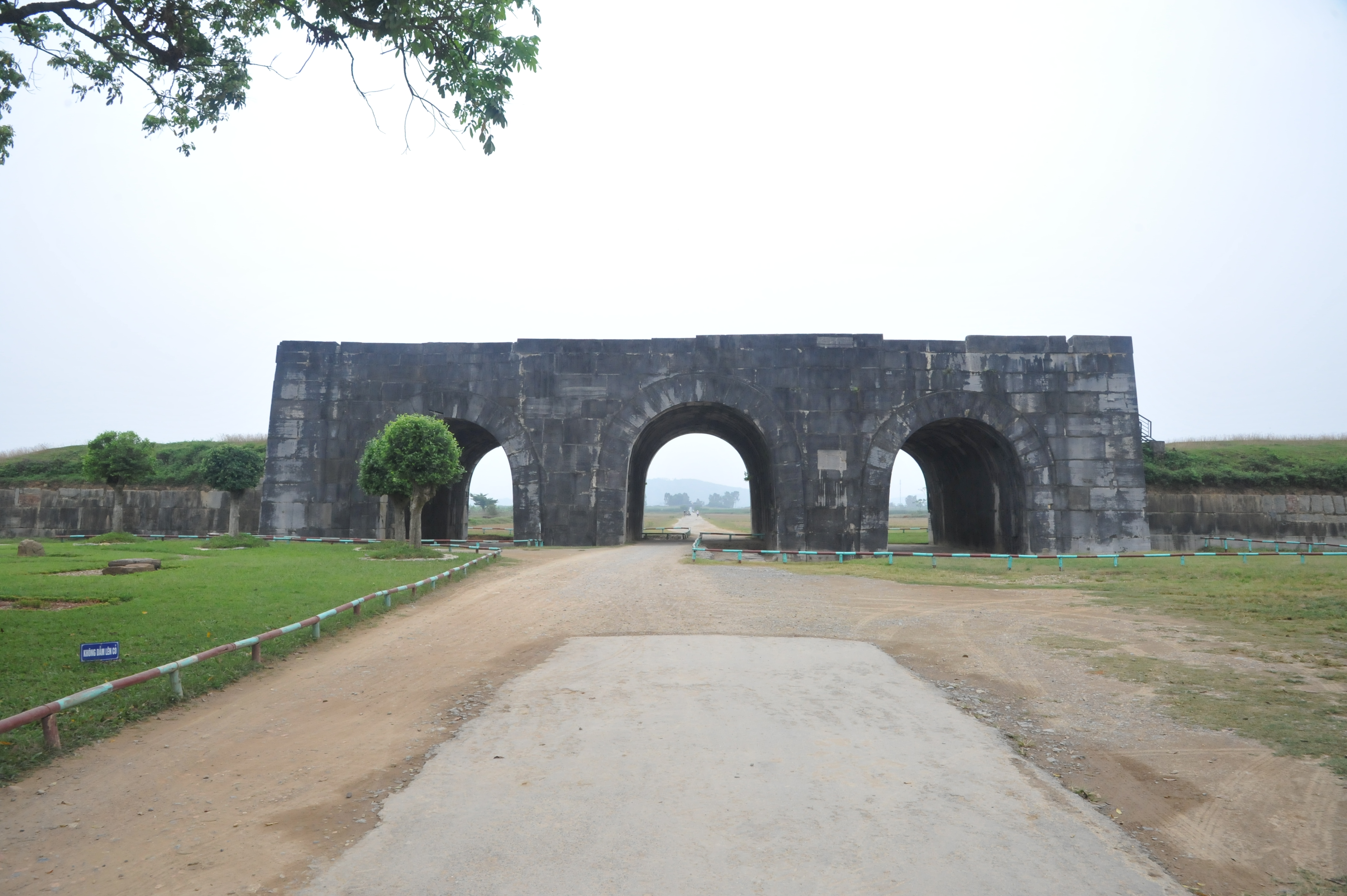
Portão sul do castelo Tây Đô, capital da dinastia Hồ.

#### Origem e contexto
A família Hồ/Hú originou-se na atual província de Zhejiang, na dinastia Tang do Sul, que controlava grande parte do sudeste da China, por volta da década de 940.   A China estava então no meio do caótico período das Cinco Dinastias e Dez Reinos. Os Hồ alegavam descendência do duque Hu de Chen (Trần Hồ công, 陳胡公), que por sua vez era descendente do antigo imperador chinês Shun (Thuấn, 舜). Sob o comando de Hồ Liêm (胡廉), tataravô de Hồ Quý Ly, a família migrou do sul de Tang para o sul até se estabelecer no norte do Vietnã. Hồ Liêm mudou-se mais para o sul e estabeleceu-se na província de Thanh Hóa (cerca de 100km ao sul da moderna cidade de Hanói). Alguns historiadores chamam a atenção para o fato de que Hồ Quý Ly também é conhecido como Lê Quý Ly. Na infância, Hồ Quý Ly foi adotado por Lê Huan e adotou seu sobrenome. Ele não mudou seu sobrenome de Lê de volta para Hồ até depois de depor o último rei da dinastia Trần. Devido ao curto período da dinastia Hồ e às circunstâncias trágicas que ela trouxe ao país, o sobrenome "Hồ" caiu em desgraça a partir de então. No entanto, os historiadores atribuíram à família Hồ vários estudiosos, dignitários e funcionários governamentais notáveis, tanto na dinastia Lý quanto na dinastia Trần. 

#### Ascensão de Hồ Quý Ly ao poder

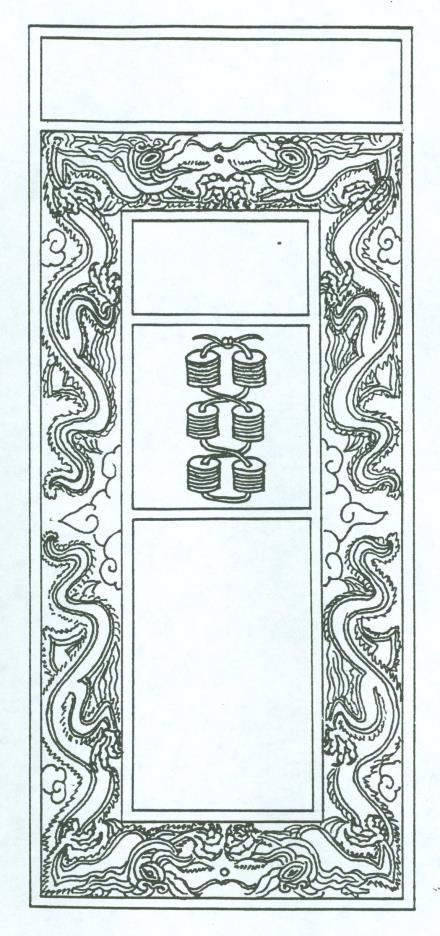
Impressão da nota Hội Sao Thông Bảo emitida por Hồ Quý Lý quando ele era ministro da corte da dinastia Trần, 1393.

A autoridade e o poder da dinastia Trần nas décadas de 1370 e 1380 declinaram constantemente após o reinado de Trần Nghệ Tông (1370–1372). Ele cedeu o trono em favor de seu filho Trần Duệ Tông (r. 1372–77), seu neto Trần Phế Đế (r. 1377–88) e Trần Thuận Tông (r. 1388–98), um de seus filhos mais novos. 
A dinastia Trần ficou conhecida por imperadores que reinaram por apenas alguns anos antes de renunciar ao trono para um filho favorito, tornando-se Thái Thượng Hoàng Đế, a primeira dinastia a adotar o título de Pai do imperador "Hoàng Đế". Hồ Quý Ly foi um político habilidoso e astuto que surgiu durante a dinastia Tran. Ele era amplamente conhecido por sua astúcia, coragem e ousadia, e se destacou em uma campanha bem-sucedida contra os Chams de Champá. Por meio de suas intrigantes e astutas alianças matrimoniais (com uma irmã do Imperador Trần Duệ Tông e Trần Thuận Tông), Hồ Quý Ly tornou-se uma figura importante na corte, na posição de conselheiro indispensável dos imperadores. Em menos de 20 anos, enquanto muitos outros envolvidos em intrigas da corte eram assassinados ao seu redor, Hồ Quý Ly alcançou o posto mais alto de General/Protetor/Regente do país em 1399. 

#### Golpe de Estado de Hồ Quý Ly (1399)
Para facilitar sua tomada, Hồ Quý Ly primeiro construiu uma nova capital, chamada Tây Đô (literalmente "Capital Ocidental"). Em 1399, ele convidou o atual imperador, Trần Thuận Tông, para visitar esta nova capital. Depois de persuadir o imperador a ceder o trono ao príncipe An (uma criança de três anos), ele mandou prender Trần Thuận Tông em um pagode e depois executá-lo. O príncipe An "reinou" por um ano até que Hồ Quý Ly o depôs em 1400 e se declarou o novo imperador. 

##### Đại Ngu
Após a coroação, Hồ Quý Ly imediatamente mudou o nome do país de Đại Việt para Đại Ngu (大虞, que significa "Grande Paz"), o que pode ter sido inspirado pelas alegações de Hồ Quý Ly de que a família Hồ era descendente de Shun de Yu (虞舜, "Ngu" é a pronúncia vietnamita para 虞 "Yu") através de Gui Man (媯滿), o duque Hu de Chen ("Hồ" é a pronúncia vietnamita para "胡 Hu").  
Seguindo o exemplo de seus antecessores de Trần, Hồ Quý Ly reinou menos de um ano antes de ceder o trono a seu segundo filho, Hồ Hán Thương. Ele então ficou conhecido como o Pai Supremo do Imperador (太上皇, sino-vietnamita: Thái thượng hoàng). 

###### Promoção da escrita Chữ Nôm

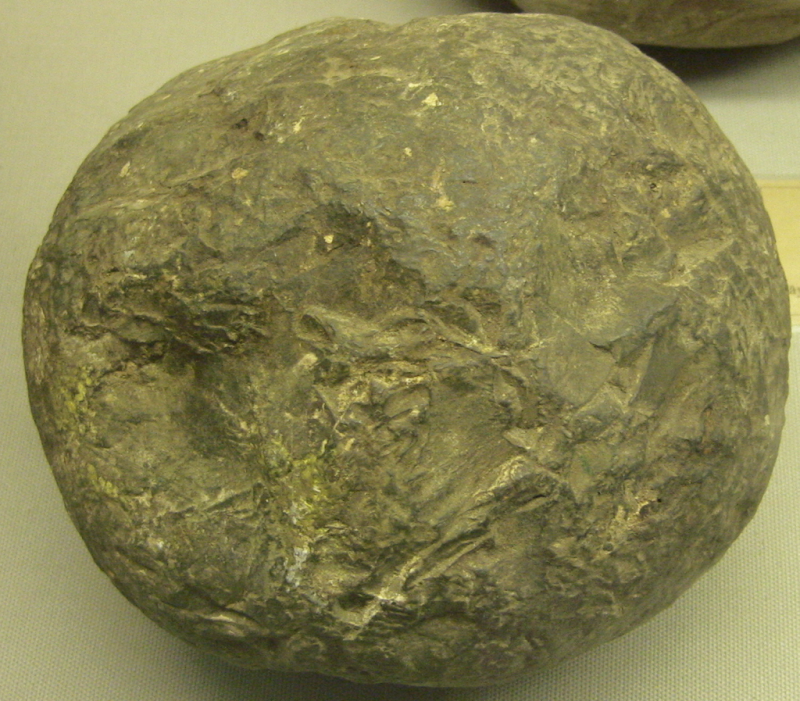
Bala de canhão encontrada na cidadela de Tây Đô, tamanho 57 mm, feita de rocha, datada do século XIV-XV

Durante a dinastia Hồ, a escrita Chữ nôm foi promovida pelos Hồ em detrimento do chinês clássico para escrever a língua vernácula vietnamita. 

#### Anos finais
Em 1402, o exército da dinastia Hồ sob o comando do general Đỗ Mãn fez incursões significativas contra Champá, levando o rei Champa a ceder grande território ao Vietnã. 

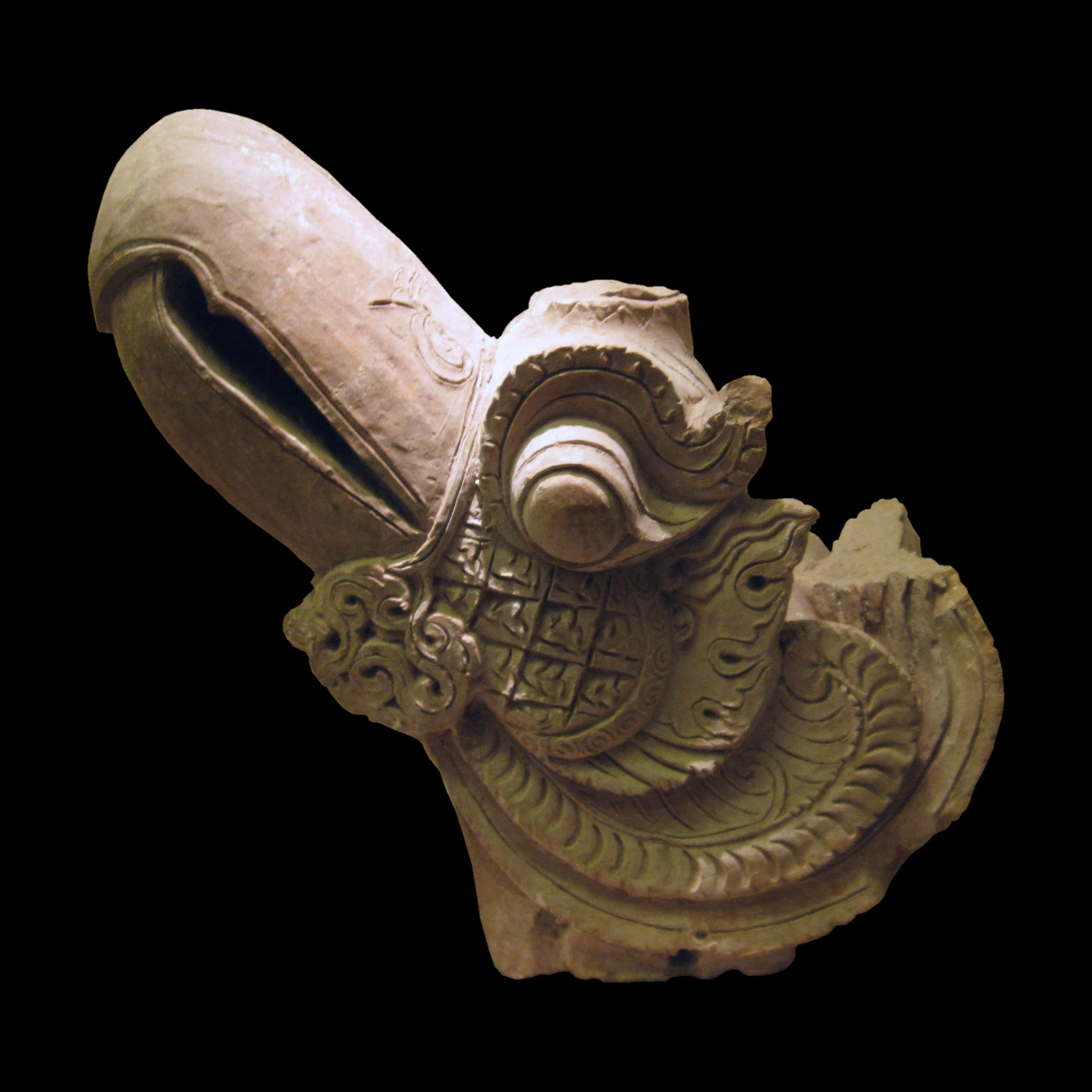
Cabeça de fênix de terracota usada como decoração arquitetônica, do século XIV ao XV

### Hồ Hán Thương, Imperador (1401–1406)

#### Diplomacia estrangeira
Relações estáveis com a dinastia Ming eram a principal preocupação de Hồ Quý Ly. Infelizmente, esse assunto se mostrou impossível para os Hồ prosseguirem naquela época de agitação civil. Os descendentes da deposta dinastia Trần começaram a se agitar contra o "usurpador" Hồ Quý Ly. Essa inquietação interna manteve o país no caos e permitiu que os Ming conquistassem o Vietnã com a ajuda dos simpatizantes de Trần. 
Em maio de 1403, Hồ Quý Ly solicitou o reconhecimento de seu filho à corte Ming, pois a linhagem Trần havia morrido e seu filho era sobrinho imperial.  Sem saber do golpe de Hồ, o Imperador Yongle concedeu-lhe o pedido.
Em outubro de 1404, um Trần Thiên Bính (陳添平) chegou à corte Ming em Nanquim, alegando ser um príncipe Trần, e apelou ao Imperador Yongle para pressionar sua reivindicação ao trono.  No entanto, nas injunções ancestrais de 1395, o pai do Imperador Yongle, o Imperador Hongwu, ordenou especificamente que a China nunca deveria atacar Annam  – o Imperador Yongle não tomou nenhuma ação até o início de 1405, quando um enviado vietnamita confirmou a história do pretendente,  após o que emitiu um decreto repreendendo Hồ Quý Ly e exigindo que o Trần fosse restaurado.  
Hồ Quý Ly tinha dúvidas sobre as reivindicações do pretendente, mas mesmo assim concordou em recebê-lo como rei.   Assim, Trần Thiên Bính foi escoltado de volta por um comboio militar, acompanhado por um embaixador Ming.  No entanto, em 4 de abril de 1406, quando o grupo cruzou a fronteira para Lạng Sơn,  as forças de Hồ os emboscaram e mataram o príncipe  e o embaixador Ming.  Hồ também começou a assediar a fronteira sul dos Ming. 

#### Queda
Em 11 de maio  de 1406, o Imperador Yongle enviou duas forças para uma invasão. Zhu Neng, Duque de Chengguo, foi nomeado Comandante-em-Chefe, Zhang Fu, Marquês de Xincheng, e Mu Sheng, Marquês de Xiping, foram nomeados Vice-Generais da Direita e da Esquerda, respectivamente. (Zhu morreu de doença no caminho e foi substituído por Zhang) A entrada do Ming Shilu de 2 de dezembro de 1407 registrou a ordem do Imperador Yongle ao Marquês Zhang Fu de não prejudicar nenhum vietnamita inocente.  Em 1407, a queda da fortaleza de Da Bang e as derrotas dos Hồ em Moc Pham Giang e Ham Tu precipitaram a queda da dinastia Hồ. Na batalha de Ham Tu, a família Hồ tentou escapar do inimigo, mas foi capturada pelos Ming e enviada para o exílio na China.

## Economia e finanças

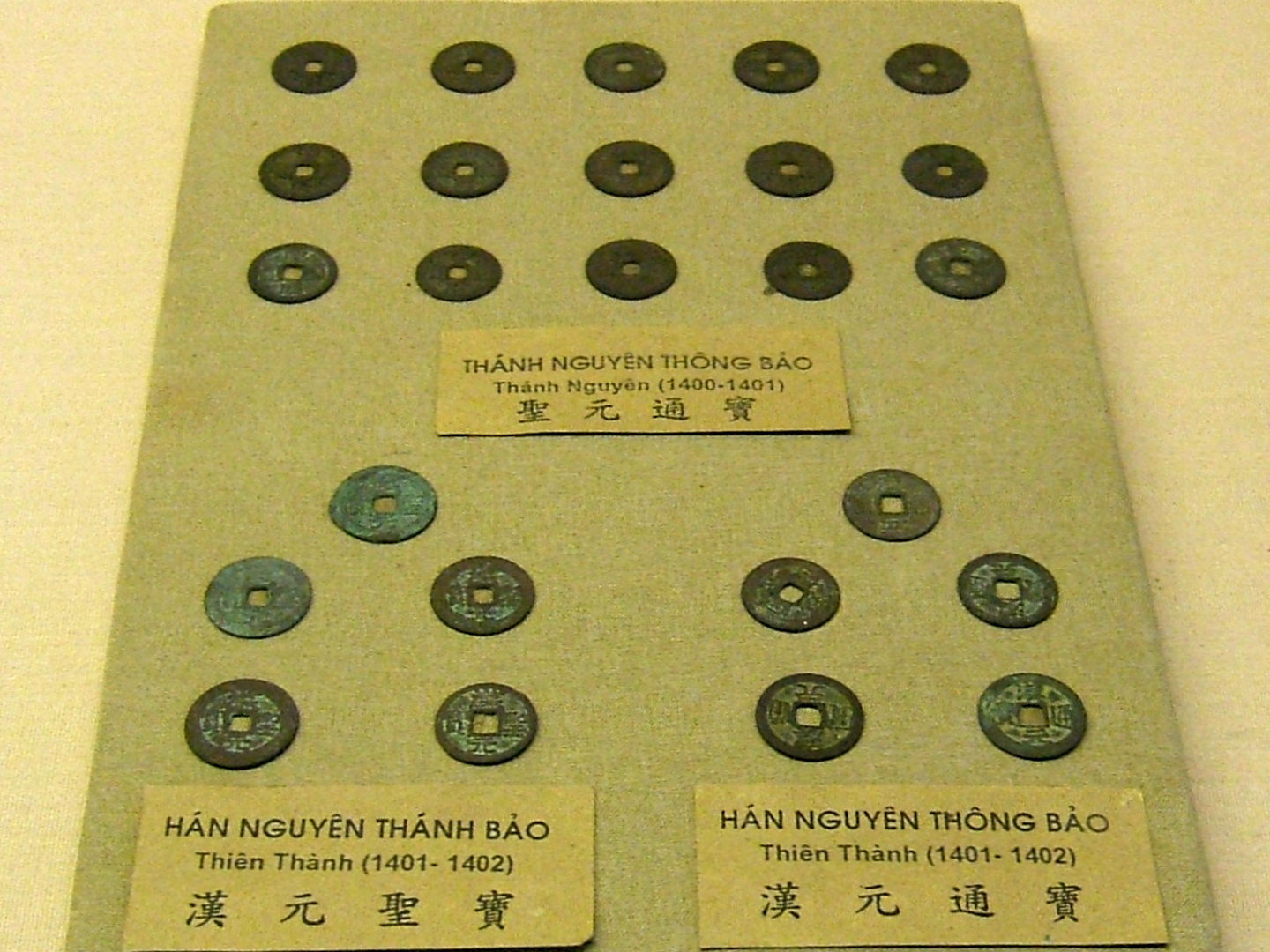
Moedas emitidas pela dinastia Hồ, Vietnã, no século XV. Eles são feitos de bronze

Hồ Quý Ly iniciou a introdução de uma moeda de papel em todo o país por volta de 1399 ou 1400.  Suas outras reformas incluíram a reforma agrária, a abertura dos portos ao comércio exterior, a reforma do judiciário, dos cuidados de saúde e a abertura do sistema educacional para estudar matemática e agricultura, juntamente com os textos confucionistas. 